# Ekonometri
Ekonometri är användning av statistiska och liknande metoder vid studier av nationalekonomiska företeelser i syfte att empiriskt analysera och utveckla ekonomiska teorier. 
Ekonometrin analyserar ekonomiska samband som används för att göra ekonomiska prognoser. Sådan information används ibland av regeringar för att fatta ekonomiska beslut om skattesatser, bidragsnivåer eller andra subventioner, samt av företag som hjälp vid beslut om priser, lagerstorlek och produktion.
Den används dock främst av nationalekonomer för att studera samband mellan olika ekonomiska variabler, exempelvis förhållandet mellan inkomst och konsumtion.
Många ekonometriska metoder liknar vanliga statistiska modeller. Det som skiljer ekonometri från andra statistiska metoder är karaktären av ekonomiska data. Ekonomiska data är generellt sett observerade, och kommer sällan från kontrollerade experiment. Eftersom individer i en ekonomi påverkar varandra tenderar observerade data att återspegla ekonomiska jämviktsvillkor istället för enkla beteenderelationer baserade på preferenser eller teknik. 

## Datorprogram för ekonometrisk analys
- Rstudio
- EViews
- gretl
- JMulTi
- Limdep
- SPSS
- STATA